# Isabelle Hausser
Isabelle Hausser-Duclos (* 14. November 1953 in Saint-Donat-sur-l’Herbasse) ist eine französische Verwaltungs- und Dichterjuristin sowie Übersetzerin und Herausgeberin.

## Leben
Isabelle Hausser wurde im Jahr 1953 im Département Drôme geboren und wuchs in Schwarzafrika und Bordeaux auf. Sie studierte Rechtswissenschaften am Institut d’études politiques (IEP) in Bordeaux und schloss es als Magistra ab. Anschließend bildete sie sich an der École nationale d’administration (ENA) in Straßburg weiter. Von 1978 bis 1987 war sie als Verwaltungsrichterin am Verwaltungsgericht (Tribunal administratif) in Paris angestellt.
Nach der Eheschließung mit dem Diplomaten Michel Duclos waren sie in diplomatischen Funktionen von 1987 bis 1991 in der französischen Botschaft in Moskau, in der Zeit 1991–1994 in Bonn sowie im Jahr 1998 und 2002 in Brüssel tätig. Danach lebten sie von 2002 bis 2006 in New York sowie in dem Zeitraum 2006–2009 in Damaskus, wo sie Inspirationen für den historischen Roman Les Couleurs du Sultan gewann. Seit dem Jahr 2009 wohnt Isabelle Hausser-Duclos in Paris.
Sie debütierte im Jahr 1986 mit dem Roman Célubée, der mehrere Ausgaben erreichte. Für den Roman Nitschewo erhielt sie 1994 den Prix des Libraires. Er wurde 1996 in die deutsche Sprache übersetzt. Isabelle Hausser-Duclos übersetzte 15 Werke aus der deutschen, englischen, tschechischen  und polnischen Sprache. Sie redigierte und gab Werke von Stefan Zweig heraus.

## Publikationen

### Romane
- Célubée, roman des temps légendaires. Éditions Julliard, Paris 1986 → letzte Auflage: Éditions de Fallois, Paris 2000.
- Une nuit. Éditions Julliard, Paris 1987.
- Nitchevo. Éditions de Fallois, Paris 1993.
  - dt. Übersetzung von Christel Gersch: Nitschewo. Rütten und Loening, Berlin 1996, ISBN 3-352-00526-5.
  - dt. Übersetzung von Christel Gersch: Nitschewo. Aufbau-Verlag, Berlin 1998, ISBN 3-7466-1554-2.
- Les magiciens de l’âme. Éditions de Fallois, Paris 1996.
- La chambre sourde. Éditions de Fallois, Paris 1998.
- La table des enfants. Éditions de Fallois, Paris 2001.
- Une comédie familiale. Éditions de Fallois, Paris 2003.
- Le passage des ombres. Éditions de Fallois, Paris 2006.
- Petit Seigneur. Éditions de Fallois, Paris 2010.
- Les Couleurs du sultan. Éditions Buchet/Chastel, Paris 2014.

### Übersetzungen
- Irene Dische, Hans Magnus Enzensberger und Michael Sowa (Illustr): Esterhazy. Un lièvre à Berlin (Esterhazy. Eine Hasengeschichte). Éditions Inventaire, 1993, ISBN 9-78253-761307.
- Alvin Toffler: Le Chock du futur (Future Shock). Éditions Gallimard, Paris 1987
- Paul Noack: Olympe de Gouges 1748–1793. Courtisane et militante des droits de la femme (Olympe de Gouges 1748–1793. Kurtisane und Kämpferin für die Rechte der Frau). Éditeur de Fallois, Paris 1993
- Andrzej Szczypiorski: Whisky américain (Amerykańska whiskey). Éditions de Fallois, Paris 1995
- Stefan Zweig:  Les prodiges de la vie (Die Wunder des Lebens). Librairie Générale Française, Paris 1996
- Helmut Kohl: Je voulais l’unité de l'Allemagne (Ich wollte Deutschlands Einheit). Éditions de Fallois, Paris 1997
- Horst Tappert: Derrick et moi. Mes deux vies (Derrick und ich. Meine zwei Leben). Éditions de Fallois, Paris 1999
- Linda Grant: Mort transgénique (Lethal genes. A crime novels with Catherine Sayler). Librairie Générale Française, Paris 2000
- Pavel Kohout: L’heure étoilée du meurtrier (Hvězdná hodina vrahů). Roman. Éditions de Fallois, Paris 2000, ISBN 2-87706-387-9.
- Jörg Friedrich: L’incendie. L’Allemagne sous les bombes 1940–1945 (Der Brand. Deutschland im Bombenkrieg 1940–1945). Éditions de Fallois, Paris 2004
- Harper Lee: Ne tirez pas sur l’oiseau moqueur (Wer die Nachtigall stört). Éditions de Fallois, Paris 2005
- Aurelian Crăiuţu: Le Centre introuvable. La Pensée politique doctrinaire sous la Restauration. Éditions Plon, Paris 2006.
- Wolf Serno: Le Chirurgien ambulant (Der Wanderchirurg). Éditions de Fallois, Paris 2006
- Wolf Serno: Le Chirurgien de Campodios (Der Chirurg von Campodios). Éditions de Fallois, Paris 2008.
- Munro Price: Louis-Philippe. Le prince et le roi. La France entre deux révolutions. Éditions de Fallois, Paris 2009

### Als Herausgeberin
- Stefan Zweig: Essais (Essays). Teil 3. (Übersetzung von Alzir Hella, Juliette Pary, Henri Bloch),  Librairie Générale Française, Paris 1996, ISBN 2-253-13232-2.
- Stefan Zweig: Album Zweig. Librairie Générale Française, Paris 1997.
- Stefan Zweig: Printemps au Prater (suivi de) La Scarlatine (Praterfrühling. Scharlach). (Übersetzung von  Hélène Denis-Jeanroy). Librairie Générale Française, Paris 1998, ISBN 2-253-14504-1.
- Stefan Zweig: Un soupçon légitime. Suivie du texte original allemand (War er es? – Erzählungen). (Übersetzung von Baptiste Touverey). Éditions Grasset, Paris 2012, ISBN 978-2-253-15785-4.

## Auszeichnungen
- 1994: Prix des Libraires für Nitschewo
- 2001: Grand Prix Jean-Giono für La table des enfants
- 2002: Grand Prix des lectrices de Elle für La table des enfants
- 2004: Prix Silhouette du 7e art für Une comédie familiale
- 2006: Jurypreis des lecteurs de Vivre Plus für Le passage des ombres